# Seal (album, 1994)
Pour les articles homonymes, voir Seal (homonymie).
Albums de Seal
Seal
(1991) Human Being
(1998)
Seal, parfois appelé Seal II est le deuxième album de Seal sorti en 1994. 

Ce disque connaîtra un grand succès seulement après la réédition du single "Kiss from a Rose", intégré à la bande originale du film Batman Forever et qui deviendra un hit international.

## Titres
| No  | Titre                 | Durée |
| --- | --------------------- | ----- |
| 1.  | Bring It On           | 3:58  |
| 2.  | Prayer for the Dying  | 5:30  |
| 3.  | Dreaming in Metaphors | 5:52  |
| 4.  | Don't Cry             | 6:17  |
| 5.  | Fast Changes          | 5:43  |
| 6.  | Kiss from a Rose      | 4:47  |
| 7.  | People Asking Why     | 4:45  |
| 8.  | Newborn Friend        | 4:05  |
| 9.  | If I Could            | 4:16  |
| 10. | I'm Alive             | 4:02  |
| 11. | Bring It On (Reprise) | 1:15  |